# Nobody (Skulptur)

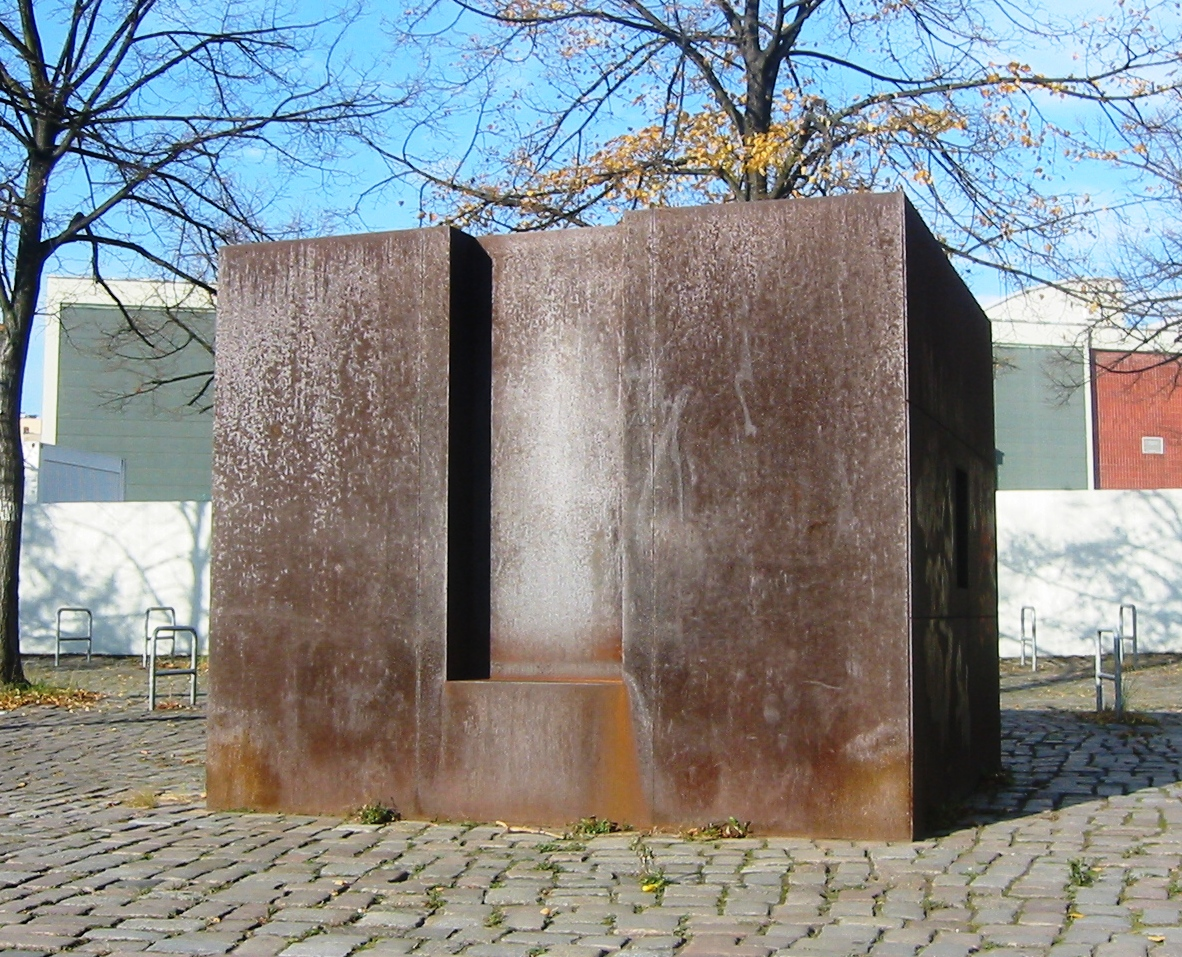
Skulptur Nobody von Micha Ullman in Berlin-Kreuzberg

Die Skulptur Nobody (dt.: ‚Niemand‘) ist ein Werk des israelischen Künstlers Micha Ullman. Sie steht vor der ehemaligen  Blumengroßmarkthalle gegenüber dem Jüdischen Museum in der Lindenstraße 91/92 im Berliner Ortsteil Kreuzberg. Sie ist ein Bestandteil einer elfteiligen Ausstellung mit dem Titel Kunst – Stadt – Raum der Berlinischen Galerie, die im öffentlichen Raum zu sehen ist. Ullman ist unter anderem bekannt durch sein Denkmal zur Erinnerung an die Bücherverbrennung auf dem Berliner Bebelplatz.

## Aufbau
Das Werk besteht aus Stahl und hat die Abmessungen 320 × 320 × 260 cm. Ullman erstellte dieses Werk in der Bildhauerwerkstatt des BBK. Zu dieser Zeit absolvierte er ein Stipendium des Berliner Künstlerprogrammes des DAAD. Bevor das Werk hier aufgestellt wurde, stand es am Rand eines Parkplatzes vor dem Martin-Gropius-Bau. Es ist Eigentum der Berlinischen Galerie und wurde aus Mitteln der Deutschen Klassenlotterie Berlin erworben.

## Symbolik
Der Standort gegenüber dem Jüdischen Museum wurde gewählt, weil es hier in der Südlichen Friedrichstadt bereits seit vor vielen Jahren Spuren jüdischer Kultur gab. Durch eine Akkulturation des preußischen Königs Friedrich Wilhelm wurde die südliche Friedrichstadt zu einem bevorzugten Wohngebiet des liberalen Judentums. In diesem Umfeld entstand beispielsweise zwischen 1889 und 1891 in der Lindenstraße 48–50 eine Synagoge (heute: Axel-Springer-Straße), die im Zweiten Weltkrieg zerstört wurde. Heute erinnert dort das Werk Blatt des Künstler-Trios Micha Ullman, Zvi Hecker und Eyal Weizmann an das einstige Gebäude. Auch dieses Werk gehört zu dem Ensemble Kunst – Stadt – Raum.
Das Werk Nobody soll ein „Gegenpol zur Synagogen-Gedenkstätte am anderen Ende dieser Achse im städtischen Raum“ sein. Die Ruhe, die der Körper durch seine Größe und sein Material ausstrahlt, soll in einem Kontrast zur viel befahrenen Lindenstraße stehen. Hinzu kommt, dass sich zum Zeitpunkt der Aufstellung des Werkes in unmittelbarer Nähe die Zufahrt zum Berliner Blumengroßmarkt befand. Durch die Schließung des Gebäudes im Mai 2010 und der angedachten Umwidmung ist es nun an dieser Stelle ein wenig ruhiger geworden.
Der Kubus besteht aus Öffnungen, die nachträglich wieder verschlossen wurden. Diese Öffnungen „suggerieren Zugänglichkeit, die verwehrt bleibt: ein Ort der Erinnerung und des Gedenkens“. In diesem Zusammenhang sind auch die Stolpersteine von Gunter Demnig zu sehen, die ein weiteres Element dieses Ensembles darstellen und an die jüdische Kultur erinnern sollen.